# Fabien Duchein
Fabien Duchein est un homme politique français né le 15 janvier 1869 à His (Haute-Garonne) et décédé le 3 juin 1936 à Lafitte-Vigordane (Haute-Garonne).

## Biographie
Professeur d'agriculture de 1892 à 1902, puis directeur de l'école d'agriculture d'Ondes, de 1903 à 1920, il publie dans de nombreuses revues locales d'agriculture. Il est sénateur de la Haute-Garonne de 1920 à 1933, inscrit au groupe de l'Union démocratique, se consacrant exclusivement aux questions agricoles. En 1927, il est vice-président de la commission de l'agriculture.

## Sources
- « Fabien Duchein », dans le Dictionnaire des parlementaires français (1889-1940), sous la direction de Jean Jolly, PUF, 1960 [détail de l’édition]